# Боби
Боби (на английски: Bobby) е драматичен исторически филм, написан и режисиран от Емилио Естевес, номиниран за награда Златен глобус. Филмът има забележителен актьорски състав, а действието в него се развива на четвърти и пети юни 1968 г. в Лос Анджелис, Калифорния. Боби прави премиерата си на филмовия фестивал във Венеция. В Ню Йорк и Лос Анджелис филмът се появява на 17 октомври, 2006 г. и получава смесени реакции от критиците.